# Maroc-Presse
Maroc-Presse est un journal marocain francophone basé à Casablanca et fondé en 1949 qui traitait de l'actualité générale à l'époque du Protectorat au Maroc. Il faisait partie des journaux réformistes qui ont soutenu l'action des Libéraux du Maroc. Cette presse souhaitait se distinguer du ton procolonialiste des journaux de Pierre Mas.

## Histoire
Après la Première Guerre mondiale, le quotidien Le Petit Marocain, propriété de Pierre Mas, est acquis par les syndicats marocains, en vertu d'une des ordonnance du gouvernement provisoire de 1944 sur la dissolution des monopoles de presse. L'initiative revient à trois de ses salariés parmi lesquels le rédacteur en chef Antoine Mazzella, qui était déjà journaliste dans ce titre avant la guerre.
Après quelques années il en a démissionné pour protester contre le contrôle du PCF tandis que le titre est affaibli sur le plan publicitaire, car sa régie appartient à l'ancien propriétaire, Pierre Mas, qui le rachète mais sans parvenir une équipe réunie autour d'Antoine Mazzella de continuer à le faire paraitre sous la forme d'un quotidien du soir. Une souscription avait alors été organisée auprès des colons français afin de créer un autre titre quotidien, mais du matin, qui est baptisé Maroc-Presse.
Maroc-Presse est ainsi créé en juin 1949 par la fusion de deux autres quotidiens francophones. Il a ensuite racheté le quotidien Le Petit Marocain. La famille de Jean Walter, active dans le secteur minier, le finance, parmi d'autres journaux réformistes au Maroc.
Maroc-Presse a ensuite pour rédacteur en chef Antoine Mazzella. Le journaliste le représente à Paris lorsque des attentats le menace. Avec Henri Sartout, ex-commandant de l'armée française et président d'honneur des anciens d'Indochine, directeur du journal, il en fait le « fer de lance du mouvement libéral » pour l'indépendance du Maroc. Au début de 1953, lorsque le pouvoir colonial organise l'éviction, la destitution puis l'exil, à partir de l'été, du sultan du Maroc, c'est le seul journal à s'y opposer. Le sultan est malgré cela exilé avec sa famille en Corse puis à Madagascar.
C'est aussi en août 1953 que le quotidien se dote d'une ligne éditoriale « reflétant l'opinion des milieux libéraux français partisans d'une révisions des rapports entre le Maroc et la France », observe Le Monde.
Le 11 mai 1954, Maroc-Presse affiche à la "Une", la "lettre au Président de la République des Français du Maroc", datée de trois jours plus tôt, qui « marque un tournant décisif » dans la décolonisation car les 75 personnalités signataires réclament un changement de politique coloniale, et pointent du doigt « l'intimidation érigée en politique depuis plusieurs années », qui selon eux « risque de compromettre tout rapprochement des Français et des Marocains ». L'écrivain François Mauriac, qui vient de rejoindre L'Express, fondé en mai 1953 à Paris, renchérit et dénonce «le médecin militaire donne du bistouri dans les ganglions sans rien vouloir connaître du cancer dont ils sont le signe ».
Antoine Mazzella est ensuite visé par deux attentats au Maroc, d'autres signataires sont évincés de leur travail. Cette "Lettre des 75" devient le point de départ et la "Charte" du Mouvement "Conscience française", créé pour demander des réformes profondes et le nouveau président du conseil Pierre Mendès-France ordonne rapidement des libérations de militants en juin 1954.
Christiane Darbor, l'une des plus actives au sein de ce groupe de Français dits « libéraux », fit partie de l'équipe rédactionnelle de Maroc-Presse et avait également participé à la rédaction de l'hebdomadaire Al-Istiqlal, organe francophone du Parti éponyme, aux côtés de Mehdi Ben Barka, M'hamed Boucetta et Abderrahim Bouabid, avant de devenir correspondante de United Press International puis du journal Le Monde. Le quotidien est acheté en avril 1955 par Jacques Lemaigre-Dubreuil, patron de société des huiles Lesieur, mais deux mois après il est assassiné à Casablanca le 11 juin 1955.
Le journal a en particulier mis en cause Philippe Boniface, préfet de région de Casablanca, comme étant partie prenante du « contre-terrorisme » en favorisant l'impunité des activistes français. Lemaigre Dubreuil y signe des éditoriaux qui ont un grand retentissement dans l'opinion au Maroc.
Il en fait aussi une tribune libre dans laquelle s'expriment, entre autres, des personnalités proches de l'Istiqlal.
Après l'indépendance du Maroc en 1956, le quotidien a préféré mettre la clé sous la porte. Maroc-Presse annonce ainsi à la fin avril 1956 qu'il cesse de paraître alors qu'il ne tirait plus qu'à une vingtaine de milliers d'exemplaires par jour et perdait de l'argent.